# Publi Manli Vulsó
Publi Manli Vulsó (en llatí Publius Manlius Vulso) va ser un magistrat romà que va viure al segle iii aC.
L'any 210 aC va ser pretor i va rebre Sardenya com a província. Va ocupar el càrrec durant la lluita dels romans contra Hanníbal Barca a la Segona Guerra Púnica. Tenia dues legions per a defensar Sardenya dels cartaginesos. Però a finals d'estiu, una flota cartaginesa liderada per Amílcar Barca va atacar la ciutat d'Olbia, i quan Vulsó hi va anar amb el seu exèrcit, els cartaginesos van salpar i van devastar Caralis (avui Càller).